# マット・ヘイグ
マシュー・ドナルド・ヘイグ（Matthew Donald "Matt" Hague、1985年8月20日 - ）は、アメリカ合衆国・ワシントン州キング郡ベルビュー出身の元プロ野球選手（内野手）、野球指導者。右投右打。

## 経歴

### プロ入り前
2007年のMLBドラフト11巡目（全体347位）でクリーブランド・インディアンスから指名されたが、入団に至らなかった。

### プロ入りとパイレーツ時代
2008年のMLBドラフト9巡目（全体264位）でピッツバーグ・パイレーツから指名され、プロ入り。契約後に傘下のA-級ステート・カレッジ・スパイクスとA級ヒッコリー・クロウダッズへ所属すると、2球団通算で公式戦64試合に出場。打率.322、6本塁打、32打点、1盗塁という成績を残した。
2009年には、A+級リンチバーグ・ヒルキャッツで公式戦122試合に出場。打率.293、8本塁打、50打点、3盗塁を記録した。
2010年には、AA級アルトゥーナ・カーブで公式戦135試合に出場。打率.295、15本塁打、86打点、3盗塁という成績を残した。
2011年には、AAA級インディアナポリス・インディアンスで公式戦141試合に出場。リーグ最多の165安打を放つとともに、打率.309、12本塁打、75打点、4盗塁という成績を残した。オフに11月19日に40人枠へ初めて登録された。
2012年には、スプリングトレーニング中のオープン戦で、両リーグ最多の7本塁打を記録した。開幕をMLBで迎え、4月7日の対フィラデルフィア・フィリーズ戦でメジャーデビュー。翌8日の同カードでメジャー初安打を記録した。しかし、メジャー公式戦全体では、30試合の出場で打率.229、0本塁打、7打点、1盗塁という成績にとどまった。その一方で、AAA級インディアナポリスでは、公式戦91試合に出場。打率.283、4本塁打、54打点、3盗塁という成績を残した。
2013年には、AAA級インディアナポリスで公式戦142試合に出場。リーグ最多の153安打、打率.285、8本塁打、69打点、4盗塁を記録したが、メジャー昇格の機会はなかった。
2014年には、AAA級インディアナポリスで公式戦93試合に出場。打率.267、14本塁打、66打点、1盗塁の成績を記録。2年振りにメジャー昇格を果たしたが、3試合の出場で2打数無安打に終わったため、8月14日にDFAとなった。

### ブルージェイズ時代
2014年8月18日にウェイバーでトロント・ブルージェイズへ移籍。傘下のAAA級バッファロー・バイソンズへ所属すると、公式戦13試合の出場で打率.377、1本塁打、10打点を記録した。ただし、移籍後はメジャー公式戦への出場機会がなかった。
2015年には、開幕からAAA級バッファローでプレー。公式戦136試合の出場で、リーグ最多の177安打、打率.338、11本塁打、92打点、5盗塁という成績を残したことから、インターナショナルリーグのMVPを受賞した。また、8月と9月にはメジャーへ昇格。通算10試合の出場で、打率.250を記録した。オフの11月24日に自由契約。

### 阪神時代
2015年11月30日に、日本野球機構（NPB）の阪神タイガースと1年契約を結んだ。この年まで6年間在籍していたマット・マートンに代わるクリーンアップや、レギュラー三塁手としての起用を想定した契約で、背番号は36。推定年俸は8000万円。
2016年は春季キャンプの終盤から、左脇腹の張りでスロー調整を強いられた。オープン戦でも打率.194、0本塁打と低迷したが、中日ドラゴンズとの開幕3連戦（京セラドーム大阪）では、「3番・三塁手」として先発出場。3試合連続で適時打を放つとともに、3試合を通じて4打点を挙げた。阪神への入団1年目の外国人野手が、NPBの一軍開幕戦から3試合連続で適時打を放った事例は、この時のヘイグが初めてであった。さらに、次カードの2戦目である3月30日の対東京ヤクルトスワローズ戦（神宮球場）で、来日初本塁打を記録した。4月中旬以降は、自身の体調不良、打撃不振、外国人投手による一軍救援陣の補強を優先したチーム事情などの影響で、一軍と二軍を往復。ウエスタン・リーグ公式戦では、34試合の出場で、2本塁打ながら打率.339を記録した。シーズン3度目の出場選手登録抹消（6月6日）以降は一軍へ復帰できず、シーズン終盤の9月13日には、右肩痛の診察と治療を理由にアメリカ合衆国へ帰国。シーズン終了後の11月15日には、翌2017年の契約を結ばないことが球団から発表された。12月2日に、NPBから自由契約選手として公示。

### ツインズ傘下時代
2016年12月21日、ミネソタ・ツインズとマイナー契約を結ぶことで合意した。2017年2月に招待選手としてスプリングトレーニングへ参加。オフの11月3日にFAとなった。

### マリナーズ傘下時代
2018年1月16日にシアトル・マリナーズとマイナー契約を結び、同年のスプリングトレーニングに招待選手として参加した。4月24日にリリースされた。

### ナショナルズ傘下時代
2018年4月27日にワシントン・ナショナルズとマイナー契約を結んだ。6月13日にリリースされた。

### 現役引退後
2020年にトロント・ブルージェイズ傘下A+級ダニーデン・ブルージェイズの打撃コーチに就任したが、COVID-19の影響でマイナーリーグの開催が中止となった。
2021年はブルージェイズ傘下AA級ニューハンプシャー・フィッシャーキャッツの打撃コーチに就任し、改めて指導者としてのスタートを切った。
2023年6月13日にピート・フィルソン、ジョナサン・ダンデスと共に傘下AAAのバッファローの球団殿堂入りすることが発表された。
2024年シーズンよりブルージェイズの打撃コーチ補佐に就任した。シーズン終了後に退任。
2025年からはピッツバーグ・パイレーツの打撃コーチを務める。

## 選手としての特徴
強い打球を広角に打ち分ける中距離打者で、マイナーリーグのAAA級では、リーグのシーズン最多安打を3回記録。本塁打数こそシーズン最多で14本（2014年）と少ないものの、2011年と2013年にそれぞれ37本の二塁打を放つなど、確実性と長打力を兼ね備えている。2014年には、NPBの読売ジャイアンツが、「優良外国人野手」という評価の下に獲得調査を進めていた。
公式戦では、主に一塁手として出場。阪神入団の前年（2015年）には、ブルージェイズ傘下バッファローの三塁手として、AAA級の公式戦60試合に先発で起用された。しかし、三塁の守備で9失策を記録したほか、三塁手としての守備率も.943にとどまった。
ブルージェイズ傘下バッファロー時代のチームメイトだった川﨑宗則は、ヘイグの阪神入団が決まった後の取材に対して、「選球眼が良くて、身体や肩が強くて、一塁や三塁の守備でよく動ける。感情を表に出すタイプではないけれど、内に秘めた闘志や野球に取り組む姿勢が素晴らしいので、日本の野球に合うと思う」というコメントを寄せていた。
阪神入団の直前には、マートンと同様に、左翼を守れることが一部で報道。一軍ヘッドコーチで内野手出身の高代延博も、三塁手としての守備力が低いことが練習や実戦で判明した場合には、左翼手として起用する構想があることを明かしていた。実際には、2014年にAAA級のインディアナポリス・インディアンズで1試合（3イニング）だけ右翼の守備に就いただけに過ぎず、阪神在籍中にも外野手として公式戦に出場する機会はなかった。

## 人物
AAA級バッファロー時代には、川崎と一緒に寿司屋へ行ったり、川崎から「乾杯」という日本語を教わったりしていたという。ちなみに、阪神への入団後は、ヒーローインタビューで「乾杯」コールを披露している。
自身のTwitter公式アカウントへの投稿を通じて、ファンと積極的に交流している。阪神と正式に契約した直後には、球団の公式発表に先んじて、入団を公表するツイートを画像付きで発信。その画像には、署名したばかりの契約書の一部や、当時結婚したばかりの妻と揃って阪神のレプリカユニフォームを着た自身の姿も映っていた。ヘイグ自身は、Twitterへの投稿について、「自分はファンとの交流を楽しんでいる。多くのファンが応援してくれることへの感謝を込めて、（阪神への入団後もTwitterで）少しでも交流していきたい」と述べていた。

## 詳細情報

### 年度別打撃成績
| 年 度    | 球 団    | 試 合 | 打 席 | 打 数 | 得 点 | 安 打 | 二 塁 打 | 三 塁 打 | 本 塁 打 | 塁 打 | 打 点 | 盗 塁 | 盗 塁 死 | 犠 打 | 犠 飛 | 四 球 | 敬 遠 | 死 球 | 三 振 | 併 殺 打 | 打 率 | 出 塁 率 | 長 打 率 | O P S |
| -------- | -------- | ----- | ----- | ----- | ----- | ----- | -------- | -------- | -------- | ----- | ----- | ----- | -------- | ----- | ----- | ----- | ----- | ----- | ----- | -------- | ----- | -------- | -------- | ----- |
| 2012     | PIT      | 30    | 74    | 70    | 5     | 16    | 2        | 0        | 0        | 18    | 7     | 1     | 0        | 0     | 0     | 3     | 0     | 1     | 14    | 1        | .229  | .270     | .257     | .527  |
| 2014     | PIT      | 3     | 2     | 2     | 0     | 0     | 0        | 0        | 0        | 0     | 0     | 0     | 0        | 0     | 0     | 0     | 0     | 0     | 1     | 1        | .000  | .000     | .000     | .000  |
| 2015     | TOR      | 10    | 15    | 12    | 1     | 3     | 1        | 0        | 0        | 4     | 0     | 0     | 0        | 0     | 0     | 2     | 1     | 1     | 4     | 0        | .250  | .400     | .333     | .733  |
| 2016     | 阪神     | 31    | 124   | 104   | 13    | 24    | 6        | 0        | 2        | 36    | 11    | 1     | 0        | 0     | 2     | 16    | 0     | 2     | 21    | 3        | .231  | .339     | .346     | .685  |
| MLB：3年 | MLB：3年 | 43    | 91    | 84    | 6     | 19    | 3        | 0        | 0        | 22    | 7     | 1     | 0        | 0     | 0     | 5     | 1     | 2     | 19    | 2        | .226  | .286     | .262     | .548  |
| NPB：1年 | NPB：1年 | 31    | 124   | 104   | 13    | 24    | 6        | 0        | 2        | 36    | 11    | 1     | 0        | 0     | 2     | 16    | 0     | 2     | 21    | 3        | .231  | .339     | .346     | .685  |

### 年度別守備成績
| 年 度 | 球 団 | 一塁（1B） | 一塁（1B） | 一塁（1B） | 一塁（1B） | 一塁（1B） | 一塁（1B） | 三塁（3B） | 三塁（3B） | 三塁（3B） | 三塁（3B） | 三塁（3B） | 三塁（3B） |
| 年 度 | 球 団 | 試 合      | 刺 殺      | 補 殺      | 失 策      | 併 殺      | 守 備 率   | 試 合      | 刺 殺      | 補 殺      | 失 策      | 併 殺      | 守 備 率   |
| ----- | ----- | ---------- | ---------- | ---------- | ---------- | ---------- | ---------- | ---------- | ---------- | ---------- | ---------- | ---------- | ---------- |
| 2012  | PIT   | 16         | 114        | 12         | 1          | 13         | .992       | -          | -          | -          | -          | -          | -          |
| 2014  | PIT   | 3          | 17         | 1          | 0          | 0          | 1.000      | -          | -          | -          | -          | -          | -          |
| 2015  | TOR   | -          | -          | -          | -          | -          | -          | 1          | 0          | 1          | 0          | 0          | 1.000      |
| 2016  | 阪神  | 1          | 6          | 0          | 0          | 0          | 1.000      | 30         | 19         | 30         | 4          | 2          | .925       |
| MLB   | MLB   | 19         | 131        | 13         | 1          | 13         | .993       | 1          | 0          | 1          | 0          | 0          | 1.000      |
| NPB   | NPB   | 1          | 6          | 0          | 0          | 0          | 1.000      | 30         | 19         | 30         | 4          | 2          | .925       |

### 記録
NPB初記録
- 初出場・初先発出場：2016年3月25日、対中日ドラゴンズ1回戦（京セラドーム大阪）、3番・三塁手で先発出場
- 初打席・初安打・初打点：同上、1回裏に大野雄大から左前適時打
- 初本塁打：2016年3月30日、対東京ヤクルトスワローズ2回戦（明治神宮野球場）、4回表に成瀬善久から左越ソロ
- 初盗塁：2016年4月5日、対読売ジャイアンツ1回戦（東京ドーム）、3回表に二盗（投手：アーロン・ポレダ、捕手：小林誠司） ※三塁走者・横田慎太郎と重盗

### 背番号
- 65（2012年）
- 51（2014年）
- 23（2015年）
- 36（2016年）

### 登場曲
- 「Big Rings」Drake（2016年）